# Браслава
Бра́слава (латыш. Braslava) — населённый пункт в Лимбажском крае Латвии. Входит в состав Браславской волости. Расстояние до города Лимбажи составляет около 45 км. По данным на 2017 год, в населённом пункте проживало 48 человек.

## История
Ранее село являлось центром поместья Браслава.
В советское время населённый пункт был центром Браславского сельсовета Лимбажского района.
В селе родилась актриса Даце Эверса.